# Килич-Арслан I
Килич-Арслан I (осм. قلج أرسلان — Kılıc Arslân, тур. Kılıç Arslan, повне ім'я — Дауд Килич Арслан ібн Сулейман-шах) (? — 1107) — сельджуцький султан Рума.

Карта хрестового походу 1101 року

Довго був у полоні в Персії. Втікши звідти, знову захопив батьківський престол і розширив свої володіння за рахунок грецьких. Коли хрестоносці стали проходити через Конійський султанат, перший їх натовп під проводом Петра Пустельника і Вальтера Голяка, Килич-Арслан розбив повністю (1097), але нічого не зміг зробити з військом Готфріда Бульйонського.
Нікея, в якій він мужньо захищався, була взята; потім християни розбили його у Дорілеї, в Пісідії і в Лікаонії. В Каппадокії Килич-Арслан знищив данське військо Свенока. У кровопролитній битві при Антіохії Килич-Арслан тримався мужньо, але в результаті перемогли християни.
Тоді Килич-Арслан в 1101 знищив три новоприбулих християнських війська. З цього часу хрестоносці обрали для проходу в Палестину інший шлях, минаючи Конійський султанат. Кінець життя Килич-Арслан провів в боротьбі зі своїми бунтівними емірами і під час однієї з битв потонув. Франкські і візантійські історики, також як і Тассо, називають Килич-Арслана Соліманом.